# Albertina Anežka Oranžská
Albertina Anežka Oranžská (9. dubna 1634, Haag – 26. května 1696, Leeuwarden) byla pátá dcera Frederika Hendrika, prince oranžského, a Amálie zu Solms-Braunfels. Také místodržitelka Fríska, Drentska a Groningenu.

## Rodina

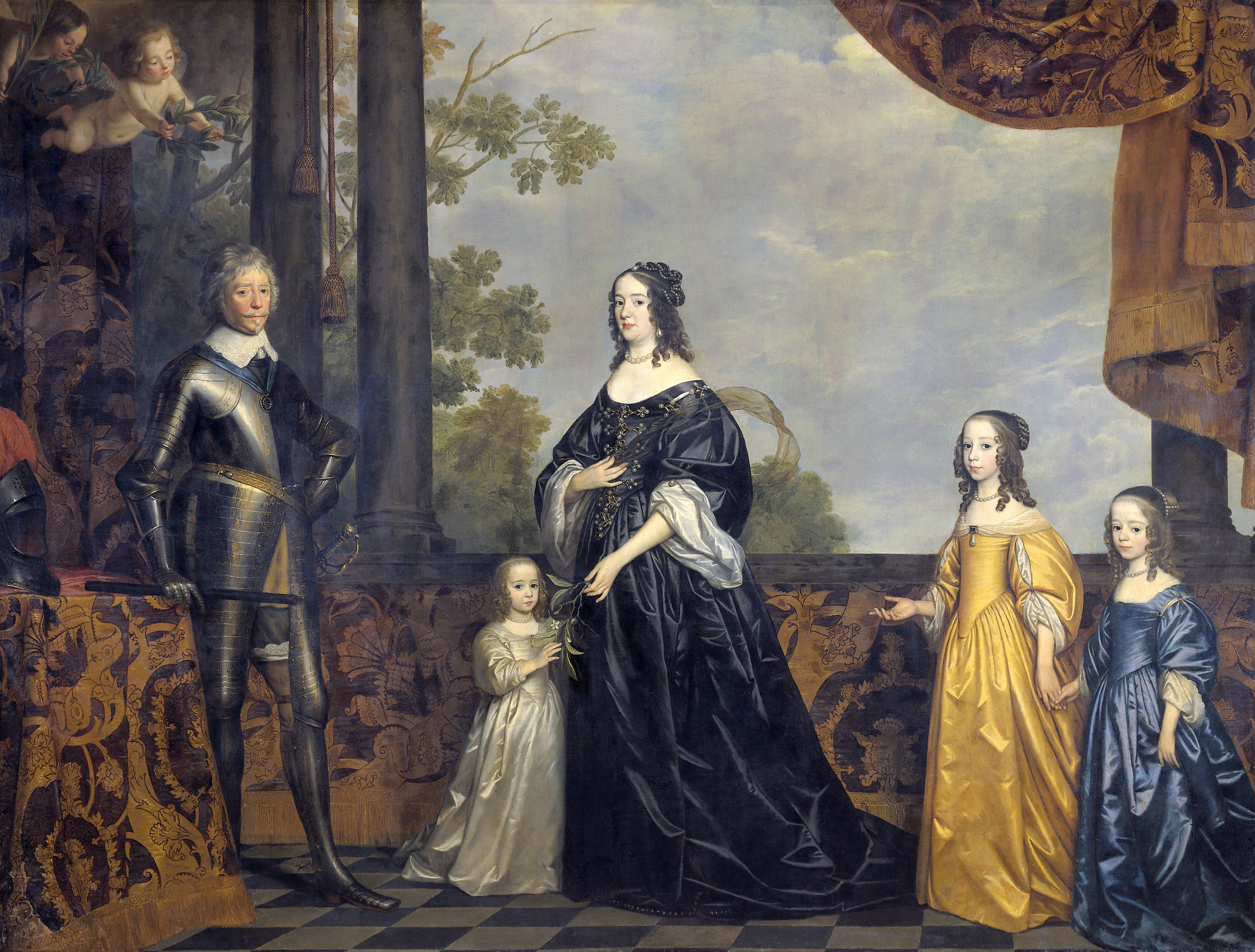
Frederick, Amália a jejich tři nejmladší dcery, Albertina druhá zprava

Albertina Anežka se narodila v Haagu a byla šestá z devíti dětí narozených Frederikovi a Amálii. Někteří z jejích sourozenců ale zemřeli již v dětství a ze sedmi dcer se dožily dospělosti pouze čtyři: Luisa Henrietta, Henrietta Kateřina a Marie. Dvě její sestry zemřely ještě jako novorozeňata, Alžběta Šarlota se dožila deseti let. Měla také dva bratry: Viléma a Jindřicha Ludvíka, který zemřel jako novorozeně.
Albertininými prarodiči z otcovy strany byli Vilém I. Oranžský a jeho čtvrtá manželka Luisa de Coligny. Henriettin děd Vilém byl zavražděn na příkaz Filipa II. Španělského, zastánce katolického Španělska, který věřil, že Vilém zradil španělského krále a všechny katolíky. Jejími prarodiči z matčiny strany byli Jan Albrecht I. zu Solms-Braunfels (dědeček) a jeho manželka Anežka ze Sayn-Wittgensteinu.
Roku 1652 se jako osmnáctiletá provdala za svého bratrance Viléma Fridricha Nasavsko-Dietzského. Spolu měli tři děti:
- 1. Amálie Nasavsko-Dietzská (25. 11. 1655 Haag – 16. 2. 1695 Allstedt)[1]
⚭ 1690 Jan Vilém III. Sasko-Eisenašský (17. 10. 1666 Friedewald – 14. 1. 1729 Eisenach), vévoda sasko-eisenašský od roku 1698 až do své smrti[2]
- 2. Jindřich Kazimír (18. 1. 1657 Haag – 25. 3. 1696 Leeuwarden), kníže Nasavsko-Dietzský a místodržitel Fríska a Groningenu od roku 1664 až do své smrti[3]
⚭ 1683 Henrietta Amálie Anhaltsko-Desavská (16. 8. 1666 Kleve – 18. 4. 1726 Diez)[4]
- 3. Vilemína Sofie (30. 7. 1664 Haag – 13. 1. 1667 Leeuwarden)[5]

## Život
Po smrti svého manžela v roce 1664 se stala regentkou ve Frísku, Groningenu a Drentsku. V roce 1665 Anglie a biskupství Münster vyhlásilo válku Nizozemsku. Většina peněz, které byly v tu dobu k dispozici, tak byla využita k nákupu loďstva. Když byla provincie Groningen v obležení, Albertina Anežka spěchala do města, aby zdejší obyvatele morálně podpořila. Tlak krále Ludvíka XIV. Francouzského nakonec obležení rozbil a provincie byla zachráněna. O šest let později ale Angličané opět začali Nizozemsko obléhat, tentokrát z jihu. Ludvík XIV. se svojí armádou nemohl včas přijet na pomoc, a proto Albertina organizovala obranu sama.
V roce 1676 si koupila sídlo v Oranjewoud a nazval ho Oranjewoud Palace. Zde roku 1696, ve svých 62 letech, zemřela.